# Lori Lightfoot
Lori Elaine Lightfoot (Massillon, 4 d'agost de 1962) és una política americana que va ser elegida alcaldessa de Chicago l'any 2019. Ha treballat en la pràctica legal privada com a sòcia a Mayer Brown i ha ocupat diverses posicions de govern en la Ciutat de Chicago, en especial com a presidenta del Chicago Police Board i de la Chicago Police Accountability Task Force. És membre del Partit Demòcrata dels Estats Units.
Lightfoot es va presentar a alcaldessa de Chicago l'any 2019, vencent Toni Preckwinkle en unes esleccions de desempat. Això va ser el 2 d'abril de 2019. Lightfoot és la primera dona negra i la primera dirigent obertament homosexual de la ciutat, que es convertirà en la ciutat més gran en la història dels Estats Units a tenir un alcaldessa obertament lesbiana.

## Primers anys
Lightfoot va néixer a Massillon, Ohio, la més jove de quatre fills d'una mare assistenta sanitària i membre de la junta escolar i d'un pare obrer en una fàbrica i porter. Va créixer en un barri majoritàriament blanc en el costat oest de la ciutat. Es va graduar a l'Institut Washington de Massillon i va tocar la trompeta en la banda escolar, va ser base en l'equip de bàsquet, editora de l'anuari, i membre del Pep Club. Va ser elegida delegada de classe de l'institut tres vegades. L'associació d'antics alumnes del seu institut la va nombrar "Ciutadana Distingida" l'any 2013.
Lightfoot va rebre un Bachelor of Arts en ciències polítiques a la Universitat de Michigan l'any 1984, graduada amb honors. Va treballar en set feines per permetre's la seva educació, fins i tot d'assistenta domèstica. També va treballar en feines de fàbrica als estius per ajudar a pagar la seva educació. Mentre Lightfoot era universitària, el seu germà gran va ser detingut per la seva relació amb un robatori en un banc.
Lightfoot va treballar pels membres del Congrés Ralph Regula i Barbara Mikulski abans de decidir assistir a la facultat de dret. Segons ha dit ella mateixa, va estudiar dret no a causa dels problemes legals del seu germà, però perquè volia una feina que li oferís independència financera. Es va matricular a la Facultat de Dret de la Universitat de Chicago, on li van atorgar una beca completa. Com a presidenta de l'alumnat de la Facultat de Dret de la Universitat de Chicago, va dirigir un campanya reeixida per prohibir un bufet d'advocats accedir al campus després que l'empresa enviés un reclutador que va fer comentaris racistes i sexistes a un estudiant. Lightfoot va ser quarterback en un equip de futbol americà en aquell període. Lightfoot també va servir com a empleada per Justícia de Charles Levin del Tribunal Suprem de Michigan. Va graduar-se de la Universitari de Chicago amb el seu Juris Doctor l'any 1989.

## Alcaldessa de Chicago
Lightfoot prendrà possessió del càrrec d'alcaldessa el 20 de maig de 2019. S'espera que l'alcalde en funcions Rahm Emanuel li facilitarà la transició entre la seva administració i la de Lightfoot, basant-se en la transició presidencial entre George W. Bush i Barack Obama. Emanuel va treballar en la transició Bush-Obama sent el cap de perdonal d'Obama.

## Vida privada
Lightfoot resideix en el barri de Logan Square en la zona nord de Chicago. Està casada amb Amy Eshleman, una antiga treballadora de la biblioteca pública de Chicago, un any més gran que Lightfoot. Eshleman. Eshleman es dedica plenament a la maternitat de la seva adoptada Vivian, que tenia onze anys a data de 2019.
Lightfoot ha estat titular d'entrades als Chicago Bears durant 20 anys.

## Càrrecs
- Advocat ajudant dels Estats Units pel Districte del nord d'Illinois (1996–2002)
- Administradora en cap de l'Oficina d'Estàndards Professionals del Departament de Policia de Chicago (juliol 2002 – juliol 2004)
- Cap de Personal i Consellera General de l'Oficina de Chicago de l'Administració d'Emergència i Comunicacions (juliol 2004 – febrer 2005)
- Primera Agent d'Aprovisionament de l'Ajudant suplent de la Ciutat de Departament de Chicago de Serveis d'Aprovisionament (febrer 2005 – octubre 2005)
- President del Chicago Policial Board (2015–2018)
- 56è Alcaldessa de Chicago (a partir del 20 de maig de 2019)